# Campionati del mondo di atletica leggera 2009 - 5000 metri piani femminili
La gara dei 5000 metri piani femminili dei campionati del mondo di atletica leggera 2009 si è svolta il 19 e il 22 agosto. Alla gara hanno partecipato 22 atlete.
La gara è stata vinta dalla keniana Vivian Cheruiyot con il tempo di 14'57"97, mentre argento e bronzo sono andati, rispettivamente, alla keniana Sylvia Jebiwott Kibet e all'etiope Meseret Defar.
Gli standard di qualificazione erano di 15'10"00 (standard A) e di 15'25"00 (standard B).

## Batterie
Passano alla finale le prime cinque classificate di ogni batteria e le cinque migliori escluse.

### Batteria 1
| Pos. | Nome                  | Nazione     | Tempo       | Note                                     |
| ---- | --------------------- | ----------- | ----------- | ---------------------------------------- |
| 1    | Sentayehu Ejigu       | Etiopia     | 15'17"64    |                                          |
| 2    | Sylvia Jebiwott Kibet | Kenya       | 15'17"77    |                                          |
| 3    | Meselech Melkamu      | Etiopia     | 15'18"39    |                                          |
| 4    | Krisztina Papp        | Ungheria    | 15'19"90    | Miglior prestazione personale stagionale |
| 5    | Sara Moreira          | Portogallo  | 15'19"93    |                                          |
| 6    | Yurika Nakamura       | Giappone    | 15'21"01    | Miglior prestazione personale            |
| 7    | Julie Culley          | Stati Uniti | 15'32"33    |                                          |
| 8    | Natalya Popkova       | Russia      | 15'32"62    |                                          |
| 9    | Inés Melchor          | Perù        | 16'00"83    |                                          |
| 10   | Marriam Thole         | Malawi      | 17'12"21    |                                          |
|      | Elvan Abeylegesse     | Turchia     | non partita | non partita                              |

### Batteria 2
| Pos. | Nome                     | Nazione     | Tempo    | Note                                     |
| ---- | ------------------------ | ----------- | -------- | ---------------------------------------- |
| 1    | Meseret Defar            | Etiopia     | 15'16"46 |                                          |
| 2    | Vivian Cheruiyot         | Kenya       | 15'16"59 |                                          |
| 3    | Iness Chepkesis Chenonge | Kenya       | 15'18"40 |                                          |
| 4    | Genzebe Dibaba           | Etiopia     | 15'19"66 |                                          |
| 5    | Alemitu Bekele           | Turchia     | 15'19"88 | Miglior prestazione personale stagionale |
| 6    | Jennifer Rhines          | Stati Uniti | 15'20"20 |                                          |
| 7    | Silvia Weissteiner       | Italia      | 15'20"88 |                                          |
| 8    | Yuriko Kobayashi         | Giappone    | 15'23"96 | Miglior prestazione personale stagionale |
| 9    | Zakia Mrisho Mohamed     | Tanzania    | 15'25"09 | Miglior prestazione personale stagionale |
| 10   | Elizaveta Grechishnikova | Russia      | 15'53"41 |                                          |
| 11   | Judith Plá               | Spagna      | 15'54"32 |                                          |
| 12   | Pauline Niyongere        | Burundi     | 16'33"77 | Miglior prestazione personale            |

## Finale
| Pos. | Nome                     | Nazione     | Tempo    | Note                                     |
| ---- | ------------------------ | ----------- | -------- | ---------------------------------------- |
| 1    | Vivian Cheruiyot         | Kenya       | 14'57"97 |                                          |
| 2    | Sylvia Jebiwott Kibet    | Kenya       | 14'58"33 |                                          |
| 3    | Meseret Defar            | Etiopia     | 14'58"41 |                                          |
| 4    | Sentayehu Ejigu          | Etiopia     | 15'03"38 |                                          |
| 5    | Meselech Melkamu         | Etiopia     | 15'03"72 |                                          |
| 6    | Iness Chepkesis Chenonge | Kenya       | 15'06"06 |                                          |
| 7    | Silvia Weissteiner       | Italia      | 15'09"74 | Miglior prestazione personale stagionale |
| 8    | Genzebe Dibaba           | Etiopia     | 15'11"12 |                                          |
| 9    | Jennifer Rhines          | Stati Uniti | 15'11"63 |                                          |
| 10   | Sara Moreira             | Portogallo  | 15'12"22 |                                          |
| 11   | Yuriko Kobayashi         | Giappone    | 15'12"44 | Miglior prestazione personale stagionale |
| 12   | Yurika Nakamura          | Giappone    | 15'13"01 | Miglior prestazione personale            |
| 13   | Alemitu Bekele           | Turchia     | 15'18"18 | Miglior prestazione personale stagionale |
| 14   | Krisztina Papp           | Ungheria    | 15'20"36 |                                          |
| 15   | Zakia Mrisho Mohamed     | Tanzania    | 15'31"73 |                                          |

### Passaggi intermedi
| Intermedio | Atleta           | Paese    | Tempo    |
| ---------- | ---------------- | -------- | -------- |
| 1000m      | Yurika Nakamura  | Giappone | 3'06"02  |
| 2000m      | Sentayehu Ejigu  | Etiopia  | 6'11"04  |
| 3000m      | Vivian Cheruiyot | Kenya    | 9'15"05  |
| 4000m      | Vivian Cheruiyot | Kenya    | 12'15"79 |